# کوتلاسی
کوتلاسی (به چکی: Kotlasy) یک منطقهٔ مسکونی در جمهوری چک است که در ناحیه ژدار ناد سازاووو واقع شده‌است. کوتلاسی ۴٫۳۹ کیلومتر مربع مساحت و ۱۲۴ نفر جمعیت دارد و ۵۴۸ متر بالاتر از سطح دریا واقع شده‌است.